# Roger Douville
Pour les articles homonymes, voir Douville (homonymie).
Roger Douville, né le 28 août 1915 à Bourville et mort 26 juin 1981 à Canville-les-Deux-Églises, est un sculpteur français.